# Les Mathes
Les Mathes település Franciaországban, Charente-Maritime megyében. Lakosainak száma 2184 fő (2022. január 1.). Les Mathes Arvert, Étaules, Saint-Augustin, Saint-Palais-sur-Mer és La Tremblade községekkel határos.

## Népesség
A település népességének változása:
| Lakosok száma | 836  | 1005 | 1205 | 1668 | 1807 | 1945 | 1974 | 2110 | 2178 | 2184 |
|               | 1968 | 1982 | 1990 | 2006 | 2013 | 2015 | 2017 | 2019 | 2020 | 2022 |